# Siedem skoków z krańca świata
Siedem skoków z krańca świata (niem. Sieben Sprünge vom Rand der Welt) – powieść niemieckiej pisarki Ulrike Draesner wydana w Wydawnictwie Luchterhand w Monachium 2014 roku. Książka jest mocno związana z powojenną historią Wrocławia. Powieść zawiera w sobie narracje dziewięciu osób z czterech pokoleń, zarówno Niemców, jak i Polaków.

## Fabuła
Powieść opowiada o ucieczce i wypędzeniu z Wrocławia w 1945 roku śląskiej rodziny oraz równolegle przedstawia losy polskiej rodziny ze Wschodu, która bezpośrednio po wojnie przybywa do dolnośląskiego miasta. W swojej książce Draesner pozwala mówić czterem różnym pokoleniom i pokazuje, że traumatyczne doświadczenia wojny, ucieczki i wypędzenia mogą mieć wpływ na kolejne generacje.
Do głównych bohaterów powieści należą 52-letnia szanowana pani profesor, etnolożka Simone Grolmann i jej 83-letni ojciec Eustachius, nazywany Stachem, który jest habilitowanym zoologiem i mimo wieku wciąż aktywnie uczestniczy w swoich badaniach. Jego prawdziwe oczko w głowie to wnuczka – Esther, która podziela zainteresowania dziadka.
Eustachius to tzw. dziecko wojny – dorastał w świecie propagandy. W 1945 roku uciekał wraz z rodziną ze Śląska. Wciąż powracają do niego trudne wspomnienia pewnej śnieżnej, styczniowej nocy, kiedy wraz z matką Lily i niepełnosprawnym bratem Emilem w mrozie z przemokniętymi walizkami zmierzali na Zachód. Nie daje mu spokoju wspomnienie śmierci brata, który zmarł w czasie ucieczki. Te trudne chwile miały miejsce 17 lat przed przyjściem na świat Simone, a mimo to wpłynęły i na nią. Córka Eustachiusa, z reguły pewna siebie i szanowana pani profesor, odczuwa ogromny lęk przed śniegiem...

## Tłumaczenia na język polski
Książka jak dotąd nie doczekała się wydania polskiego. Autobiograficzny fragment z książki dotyczący języka autorki został natomiast opublikowany jako wstęp do antologii współczesnych pisarzy niemieckich Piąta strona świata. Nowa literatura niemiecka. Jego tłumaczem jest Ryszard Wojnakowski.

Literackie pisanie oznacza rozwijanie jednego języka w drugim. Także wtedy, gdy rezultat może się w sumie wydawać jednojęzyczny. Literackie pisanie oznacza tłumaczenie. Z „rzeczywistości” na. Z postrzegania, rozproszenia na. Z materii pół- lub pozajęzykowej na. Z niemieckiego na niemiecki. Tłumaczę z niemieckiego na niemiecki za pomocą pozostających w ukryciu angielskich struktur, które wykorzystuję jako mój punkt widzenia, moje powietrze do myślenia i oddychania – by równocześnie być w języku mojego pisania i patrzeć na niego z zewnątrz. Piszę w dwóch i pół językach: niemieckim i niemieckim literackim oraz w języku „x”, czyli w angielskim podłożu

O procesie powstawania książki Draesner opowiadała także w wielu polskojęzycznych tekstach zebranych na stronie internetowej, przygotowanej jako paratekst do powieści.

## Nagrody
- 2014 Longlist Niemiecka Nagroda Książkowa[7]
- 2015 Usedomer Literaturpreis[8]

## Krytyka
Według opinii jury Uznamskiej Nagrody Literackiej sukces Ulrike Drauesner i wyjątkowość powieści polega na przekazaniu szczególnej polsko-niemieckiej historii rodzinnej o zagubieniu w nowo zdobytym życiu w rzeczywistości po wojnie w środkowej części Europy. Co ważne mówi, o Conditio humana, a więc porusza kwestię kondycji człowieka w XX wieku.